# Lijst van burgemeesters van Bakel en Milheeze
Dit is een lijst van burgemeesters van de voormalige Nederlandse gemeente Bakel en Milheeze tot die gemeente op 1 januari 1997 fuseerde met Gemert tot de nieuwe gemeente Gemert-Bakel.
| Ambtsperiode | Naam burgemeester         | Partij of stroming | Opmerkingen                                                                      |
| ------------ | ------------------------- | ------------------ | -------------------------------------------------------------------------------- |
| ??           | T. van Grinsven           |                    |                                                                                  |
| 1832? - 1861 | M. van de Poel            |                    |                                                                                  |
| 1861 - 1864  | H. Nooijen                |                    |                                                                                  |
| 1864 - 1885? | Johannes (J.) van Neerven |                    |                                                                                  |
| 1885 - 1931  | P.L. Nooijen              |                    | Zoon van H. Nooijen die van 1861 tot 1864 burgemeester van Bakel en Milheeze was |
| 1931 - 1944  | Wim (W.G.C.F.) Wijtvliet  |                    | Gearresteerd in Bakel, omgekomen in concentratiekamp Buchenwald                  |
| 1946 - 1950  | G.J.M. van den Wildenberg |                    |                                                                                  |
| 1951 - 1966  | Mr. H.C.A. Muijser        |                    |                                                                                  |
| 1967 - 1969  | Aloysius A. Diepstraten   | KVP                |                                                                                  |
| 1970 - 1976  | Harry (H.W.G.) Opheij     | KVP                | Later burgemeester van Made en Drimmelen                                         |
| 1977 - 1992  | Gerard (G.H.) Martijn     | KVP / CDA          |                                                                                  |
| 1992 - 1997  | Henk (H.M.J.M.) van Beers | CDA                |                                                                                  |